# Hanság Élővilága Kiállítás
Hanság Élővilága Kiállítás (deutsch Ausstellung zur Lebenswelt im Hanság) bezeichnet ein ungarisches Museum. Es befindet sich in der Rákóczi Ferenc utca 1 in Öntésmajor, einem  Ortsteil der Stadt Kapuvár, besteht seit 1981 und ist der Lebenswelt im Hanság gewidmet.

## Gebäude und Geschichte
Das Museum befindet sich in dem ehemaligen Herrenhaus eines Gutshofes, dessen Entstehung aufgrund seines Stils um 1900 geschätzt wird. Es wurde für die Unterbringung von Beamten des Gutes erbaut. Nach 1945 wurde das Herrenhaus der landwirtschaftlichen Genossenschaft Hanság übergeben und darin eine Grundschule untergebracht. Im Jahr 1980 erwarb das Rábaközi-Museum in Kapuvár eine präparierte Vogelsammlung, die nahezu die gesamte Vogelwelt der Region Hanság repräsentiert und in das entstehende Museum integriert wurde. Seit 1981 wird das Gebäude offiziell als Museum genutzt.

## Ausstellung
Die Ausstellung ist in drei Bereiche gegliedert. Der erste informiert über die geomorphologische Entwicklung der Sumpf- und Moorlandschaft  Hanság. Im zweiten Bereich wird die Tier- und Pflanzenwelt der Region präsentiert. So sind seltene Vogelarten wie Blauracke, Großtrappe, Purpurreiher, Rohrdommel, Schafstelze, Schwarzspecht, Seeadler und Wachtelkönig zu sehen. Eine Besonderheit stellt die Präsentation nachtaktiver Tiere mit ihren Stimmen dar. Der dritte Bereich stellt die wirtschaftliche Nutzung der Region in der Vergangenheit vor, Fischerei, Schilfernte und ab Beginn des 20. Jahrhunderts der Abbau von Torf. So werden Werkzeuge ausgestellt, die bei der Schilfernte verwendet wurden und Produkte, die aus Schilf hergestellt wurden.
Im Museum gibt es einen Raum für Veranstaltungen und Vorträge.
Im Hof des Museums befinden sich alte landwirtschaftliche Maschinen, eine Maschine zur Herstellung von Schilfrohrmatten, ein Hebewerk für Kanalschleusen sowie Lokomotiven und Waggons der ehemaligen Hanság-Wirtschaftsbahn (Hansági Gazdasági Vasút).

Hinweistafel zur Ausstellung
Gebäude des Museums
Informationstafel zur Ausstellung